# Home Nations Championship 1909
Die Ausgabe 1909 des Turniers Home Nations Championship in der Sportart Rugby Union (das spätere Five Nations bzw. Six Nations) fand vom 16. Januar bis zum 20. März statt. Turniersieger wurde Wales, das mit Siegen gegen alle anderen Teilnehmer die Triple Crown schaffte.
Obwohl bis 1910 nicht offiziell Teil des Turniers, wurden Spiele mit der französischen Nationalmannschaft vereinbart, die während des Turniers stattfanden. Wie schon 1908 besiegte Wales neben den Home Nations auch die Franzosen und schaffte den inoffiziellen Grand Slam.

## Teilnehmer
| Land       | Stadion                        | Stadt             | Kapitän                        |
| ---------- | ------------------------------ | ----------------- | ------------------------------ |
| England    | Athletic Ground                | Richmond          | Robert Dibble                  |
| Irland     | Lansdowne Road                 | Dublin            | Fred Gardiner / George Hamlet  |
| Schottland | Inverleith                     | Edinburgh         | Jock Scott / George Cunningham |
| Wales      | St Helen’s / Cardiff Arms Park | Swansea / Cardiff | Billy Trew                     |

## Tabelle
|    | Land       | Spiele | Siege | Unent. | Ndlg. | Spiel- punkte | Diff. | Tabellen- punkte |
| -- | ---------- | ------ | ----- | ------ | ----- | ------------- | ----- | ---------------- |
| 1. | Wales      | 3      | 3     | 0      | 0     | 31:8          | + 23  | 6                |
| 2. | Schottland | 3      | 2     | 0      | 1     | 30:16         | + 14  | 4                |
| 3. | England    | 3      | 1     | 0      | 2     | 19:31         | − 12  | 2                |
| 4. | Irland     | 3      | 0     | 0      | 3     | 13:38         | − 25  | 0                |

## Ergebnisse
| 16. Januar 1909 | Wales                                           | 8 : 0         | England | Cardiff Arms Park, Cardiff Zuschauer: 25.000 Schiedsrichter: Jack Dallas (Schottland) |
| 16. Januar 1909 | Versuche: Hopkins Williams Erhöhungen: Bancroft | (8:0) Bericht |         | Cardiff Arms Park, Cardiff Zuschauer: 25.000 Schiedsrichter: Jack Dallas (Schottland) |

| 6. Februar 1909 | Schottland              | 3 : 5   | Wales                               | Inverleith, Edinburgh Schiedsrichter: Rupert Jeffares sr. (Irland) |
| 6. Februar 1909 | Straftritte: Cunningham | Bericht | Versuche: Trew Erhöhungen: Bancroft | Inverleith, Edinburgh Schiedsrichter: Rupert Jeffares sr. (Irland) |

| 13. Februar 1909 | Irland          | 5 : 11        | England                                         | Lansdowne Road, Dublin Schiedsrichter: Jack Dallas (Schottland) |
| 13. Februar 1909 | Versuche: Parke | (0:5) Bericht | Versuche: Mobbs Poulton (2) Erhöhungen: Poulton | Lansdowne Road, Dublin Schiedsrichter: Jack Dallas (Schottland) |

| 27. Februar 1909 | Schottland                              | 9 : 3         | Irland             | Inverleith, Edinburgh Schiedsrichter: Vincent Cartwright (England) |
| 27. Februar 1909 | Versuche: Kyle Lindsay-Watson MacGregor | (3:0) Bericht | Straftritte: Parke | Inverleith, Edinburgh Schiedsrichter: Vincent Cartwright (England) |

| 13. März 1909 | Wales                                                       | 18 : 5  | Irland                               | St Helen’s, Swansea Zuschauer: 25.000 Schiedsrichter: Frank Potter-Irwin |
| 13. März 1909 | Versuche: Hopkins Jones Trew Watts Erhöhungen: Bancroft (3) | Bericht | Versuche: Thompson Erhöhungen: Parke | St Helen’s, Swansea Zuschauer: 25.000 Schiedsrichter: Frank Potter-Irwin |

| 20. März 1909 | England                                           | 8 : 18        | Schottland                                                     | Athletic Ground, Richmon Zuschauer: 20.000 Schiedsrichter: Gwyn Nicholls (Wales) |
| 20. März 1909 | Versuche: Burges-Watson Mobbs Erhöhungen: Poulton | (8:3) Bericht | Versuche: Gilray Simson Tennent (2) Erhöhungen: Cunningham (3) | Athletic Ground, Richmon Zuschauer: 20.000 Schiedsrichter: Gwyn Nicholls (Wales) |

## Zusatzspiele gegen Frankreich
| 30. Januar 1909 | England                                                                   | 22 : 0         | Frankreich | Welford Road Stadium, Leicester Zuschauer: 15.000 Schiedsrichter: William Williams (England) |
| 30. Januar 1909 | Versuche: Hutchinson Johns Mobbs Simpson Tarr (2) Erhöhungen: Jackett (2) | (10:0) Bericht |            | Welford Road Stadium, Leicester Zuschauer: 15.000 Schiedsrichter: William Williams (England) |

| 23. Februar 1909 | Frankreich                        | 5 : 47 | Wales                                                                                   | Stade du Matin, Colombes Zuschauer: 8.000 Schiedsrichter: William Williams (England) |
| 23. Februar 1909 | Versuche: Sagot Erhöhungen: Sagot |        | Versuche: Baker (3) Jones (2) Trew (3) Watts Williams (2) Erhöhungen: Bancroft (6) Trew | Stade du Matin, Colombes Zuschauer: 8.000 Schiedsrichter: William Williams (England) |

| 20. März 1909 | Irland                                                                             | 19 : 8        | Frankreich                                     | Lansdowne Road, Dublin Zuschauer: 7.000 Schiedsrichter: William Williams (England) |
| 20. März 1909 | Versuche: Gardiner O’Connor Thompson Erhöhungen: Gardiner Parke Straftritte: Parke | (8:0) Bericht | Versuche: Hourdebaigt Lane Erhöhungen: Mauriat | Lansdowne Road, Dublin Zuschauer: 7.000 Schiedsrichter: William Williams (England) |